# Expansión bantú
La expansión bantú es el proceso histórico-cultural de difusión de las lenguas bantúes ocurrido en África central y meridional a partir del siglo V a. C. Hasta hace poco se daba por hecho que tal expansión estaba relacionada con la generalización de la agricultura intensiva y la metalurgia del hierro en áreas del continente africano que previamente habrían estado pobladas por pueblos cazadores-recolectores o ganaderos. La expansión bantú es uno de los procesos más relevantes de la prehistoria africana y también uno de los más controvertidos.
Según algunos autores implicó una reconfiguración etnográfica y lingüística completa del África subsahariana. Para ellos, la expansión bantú se produjo más aceleradamente entre el II milenio a. C. y el I milenio a. C., pero tuvo sus orígenes a finales del IV milenio a. C. con la aparición de una serie de innovaciones tecnológicas surgidas en el África subsahariana occidental.[cita requerida] La supuesta ventaja obtenida por los bantúes debido a estas innovaciones técnicas les llevaron a desplazar a los pobladores originales de extensas zonas de África. En su última fase, la expansión bantú comportó la consolidación de estados centralizados que practicaban el comercio a gran escala. Entre las culturas arqueológicas y las históricamente testimoniadas de estos momentos destacan los estados de los Grandes Lagos de África, como Buganda o Bunyoro, que perduraron hasta la conquista europea en siglo XIX; las ciudades estado suajilis de África oriental cuyo poderío comercial sólo fue destruido por los portugueses en el siglo XVI; los reinos bantúes de África central y meridional, como el reino de Monomotapa que floreció entre los siglos XI y XV; y el reino zulú en el siglo XIX.
Según Greenberg y Ehret, estudiosos del tema, el fenómeno bantú se habría desarrollado entre el siglo V a. C. y el XII d. C., en varias oleadas y desde la actual Nigeria, hacia el este y el sur de África. Pero esta expansión lingüística no se ha de relacionar con la dispersión de un grupo étnico por toda esta área austral, ya que los bantúes sólo comparten una realidad lingüística común, siendo múltiples en sus tipologías físicas y sociales. Asimismo, tampoco tuvieron nada que ver con la difusión de la metalurgia del hierro, ya que ésta se conocía previamente en áreas como los Grandes Lagos (desde el 1300 a. C.).

## Expansiones agrícolas en África
En África, tal como sucedió en otras regiones del mundo, hubo varias expansiones de pueblos agrícolas.[cita requerida] Puesto que la agricultura permite mayores densidades de población y sociedades jerárquicamente más complejas, estas sociedades poseen la capacidad de intensificar su producción, y por tanto son más susceptibles de caer en la sobrepoblación que las de cazadores-recolectores.
En sociedades agrícolas, la sobrepoblación se combate esencialmente mediante la expansión hacia nuevas tierras, mientras que en los pueblos preestatales se usaron otros medios de control de población como el infanticidio y la prolongación de la lactancia. Mediante la lingüística histórica y la evidencia arqueológica disponible, pueden reconstruirse muchas de dichas expansiones agrícolas antiguas como la acontecida en Senegal, la de Malí-Burkina Faso y la expansión bantú iniciada en el territorio en torno a la actual frontera de Nigeria y Camerún. Estas expansiones habrían ocurrido según un modelo similar al planteado por Colin Renfrew para la expansión de las lenguas indoeuropeas.
El estrecho parentesco que guardan las actuales lenguas bantúes es evidencia de su expansión relativamente reciente. Las expansiones lentas permiten que la lengua de diversas comunidades se diversifique, en tanto las expansiones rápidas dan lugar a un conjunto de comunidades con lenguas parcialmente inteligibles entre sí. Según algunos autores, el inicio de la expansión bantú se sitúa poco antes del 3000 a. C., fecha de la que dataría aproximadamente el protobantú, cuya primera reconstrucción se debe a Meinhof en 1899.[cita requerida] Según otros, fue a partir del 500 a. C.. El genetista Cavalli-Sforza menciona que la expansión bantú en promedio fue de 1,5 km anuales, un 50% más rápida que la de los primeros agricultores neolíticos en Europa, porque, según él, los bantúes disponían de una tecnología más avanzada que incluía hachas de hierro. Pero las pruebas arqueológicas han puesto en duda tales afirmaciones.
Derek Nurse e Irene Tucker elaboraron un mapa muy completo, para el Summer Institute of Linguistics, donde se muestran las lenguas bantúes y sus agrupaciones internas.

### La gran expansión bantú hacia el sur

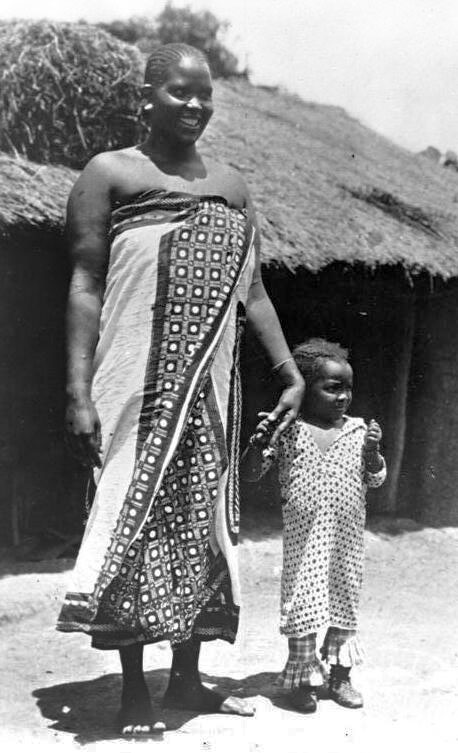
Mujer bantú (suajili) y su hijo, África Oriental Alemana (hoy Tanzania), en 1906.

Tal como muestra la distribución de lenguas bantúes en la actualidad, la expansión ocupó el sur y centro de África. Esta expansión hacia el sur se llevó a cabo por dos caminos: la vía oriental y la vía occidental. La evidencia genética prueba que el sur fue alcanzado antes por la vía occidental, mientras que la vía oriental se detuvo algo más al norte, para luego sufrir una expansión tardía. Los hallazgos arqueológicos revelan que los bantúes llegaron muy pronto al norte de Namibia (grupo R de las lenguas bantúes), y lo mismo es corroborado por la clasificación más moderna de las lenguas bantúes que tradicionalmente había investigado en mayor detalle las lenguas orientales.
Existen evidencias que sugieren que los bantúes (grupo J de las lenguas bantúes) llegaron a la región de los grandes lagos (Uganda, Ruanda, Burundi, oeste de Tanzania) hacia los primeros años de nuestra era. Entre las evidencias de la expansión bantú en la zona de los grandes lagos hacia el primer milenio están la expansión del cultivo de tubérculos como el ñame, que previamente sólo era frecuente en la selva tropical de donde procedían los bantúes que poblaron los grandes lagos, y a partir del 500 d. C. se extiende el uso de la siderurgia y existe una tradición cultural común al área reflejada en los hallazgos arqueológicos de esa época. El aumento demográfico fue más importante con la llegada al área del Cebú, originario de la India, y que podía soportar períodos prolongados de sequías y era resistente a insectos parasitarios. Este animal fue criado previamente en la zona bantuizada del Valle del Rift. Más al sur, cuando los primeros colonos holandeses llegaron a Ciudad del Cabo en 1650 la expansión casi había llegado a esa región y los pueblos bantúes más cercanos sólo estaban a unos cientos de kilómetros de la costa, al norte.

### Bantúes y otros pueblos
La antropología física (J. Hiernaux, 1968) y la genética (L. Cavalli-Sforza, 1996) han demostrado que los pueblos bantúes son bastante homogéneos. Esta homogeneidad se debe a lo reciente de la migración y al poco tiempo que ha existido para que se produzca una diversificación genética y lingüística. Estos pueblos bantúes se fueron imponiendo a grupos de otros orígenes genéticos principalmente pueblos khoisán, sudánicos y pigmeos, que tiene lenguas y genes marcadamente diferentes de los bantúes. Los khoisán y los pigmeos en su gran mayoría quedaron relegados a los peores territorios, donde han sobrevivido básicamente como cazadores-recolectores y han mantenido tímidos contactos con los agricultores bantúes.

## Zona de origen e inicio de la expansión

### Zona de origen

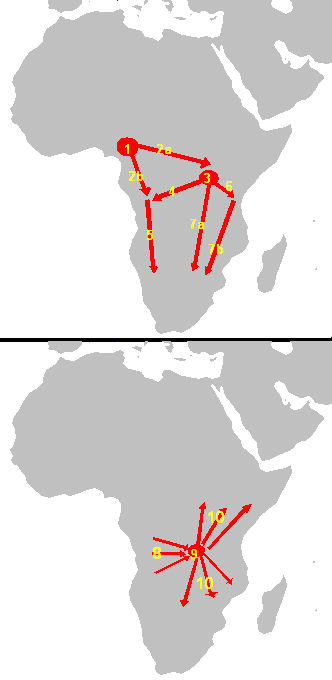
Fases de la expansión bantú:
1. = 3000 - 1500 a. C. origen
2 = 1500 aDc. primeras migraciones
2.a = Bantú del este, 2.b = Bantú del oeste
3. = 1000 - 500 a. C. Núcle Uruwe de Bantúes del este
4. - 7. Avance hacia al sur
9. = 500 a. C. - 0 Núcleo del Congo
10. = 0 - 1000 d. C. última fase.

Para determinar la zona de origen de la expansión se han aportado dos tipos de evidencias: lingüísticas y genéticas:
La evidencia lingüística se basa en dos puntos: el vocabulario reconstruido referente a plantas y animales, y el asociar la zona originaria a las regiones donde se dan dichas plantas y animales. Por otra parte, allí donde una lengua o grupo de lenguas comenzó a hablarse es precisamente donde se encontra mayor diversificación lingüística (existen más dialectos distinguibles del inglés en la propia Inglaterra que en el resto del mundo, o por ejemplo es en la costa este de EE. UU. donde se encuentran fronteras dialectales más definidas, que van difuminándose a medida que se desplazan hacia el oeste, donde las áreas dialectales son más grandes y menos distintas entre sí). Sobre la base de estos dos tipos de evidencia, la región más probable para la zona originaria está por el noroeste de Camerún y suroeste de Nigeria (ver mapa lingüístico del SIL).
La evidencia genética se basa en la variabilidad de frecuencias de cierto material genético (haplotipos) en África y a partir de ella pueden extraerse los componentes principales (factores que una vez calculados estadísticamente explican la mayor parte de las variabilidad genética) o factores explicativos de dicha variabilidad. Cavalli-Sforza encuentra cuatro componentes principales. Uno de ellos, el cuarto componente principal, tiene un centro de expansión bastante coincidente con los datos que proporciona la evidencia lingüística y presumiblemente sugiere que los mismos pueblos que dieron lugar a la familia bantú son los responsables de la dispersión de ciertos genes.

### Las fechas de la expansión
Cavalli-Sforza basándose en diversas evidencias sitúa el inicio de la expansión hacia el 3000 a. C. en el N. de Camerún. Examinando las fechas probables de separación entre las lenguas, mediante procedimientos glotocronológicos, se obtiene una fecha de entre 4500 y 4000 años, es decir, en torno al 2200 a. C. Si se tiene en cuenta lo grande de las cifras involucradas normalmente en las expansiones de familias lingüísticas, puede considerarse que no hay mal acuerdo entre ambas.[cita requerida]
La ocupación del África Oriental y Meridional se situaría a partir del primer milenio a. C. Por tanto, en una primera fase el antecesor de las lenguas bantúes se situaría en la frontera entre Camerún y Nigeria, luego le habría seguido una primera expansión por el extremo noroccidental de la zona bantú y más tarde una segunda fase de migración hacia al sur que corresponde a las lenguas llamadas "gran-bantú" que son más próximas entre sí, y constituyen un subgrupo filogenético dentro de las bantúes.

### Rutas de la expansión protobantú
El acuerdo sobre las rutas seguidas, no es tan general como en el caso de la zona de origen de la expansión. Vansina (1995), por ejemplo propone una expansión inicial a través de la selva, seguida de una expansión siguiendo el curso de los ríos de la selva (existen ciertas evidencias de que los cultivadores amazónicos se impusieron a los cazadores recolectores amazónicos siguiendo un patrón parecido). Así es como algunos pueblos bantúes habrían llegado junto a la cuenca del Zambeze y desde allí unos grupos se habrían dirigido hacia el norte y otros hacia el sur. Mientras tanto otros grupos habrían rodeado la selva hacia el este hasta llegar a la zona de los grandes lagos, y cuando estos hubieran llegado al lago Victoria, otras lenguas bantúes habrían llegado a Zanzíbar desde el sur.
Por otra parte de la clasificación lingüística de Heine se puede concluir que hubo tres centros sucesivos de expansión:
1. En primer término algún lugar de Camerún, desde donde habrían salido grupos hacia el norte y hacia el sur pero siempre cercanos al núcleo originario. Otros fueron hacia el este hasta llegar al extremo noroccidental de la actual República Democrática del Congo.
2. El segundo centro habría sido la confluencia de los ríos río Zaire y Ubangi, de donde habrían surgido 7 grupos: Ober-Kongo, Teke-Mbete, Kikongo, Boma, Yanzi, Lunda y Luchazi-Chokwe.
3. Finalmente el último centro de expansión habría sido la región de Kasai y de aquí habrían salido las lenguas orientales. Ehret coincide con la solución de Heine.

### Causas de la expansión
La expansión bantú sobre otras regiones se dio gracias al manejo de la agricultura,  sobre todo aquella agricultura de tipo tropical desarrollada en África occidental. Esta expansión superó el desarrollo demográfico de otras culturas subecuatoriales, como al de los pigmeos,  que solo eran cazadores y recolectores, y al de los joisán norteños.  No obstante, si bien la expansión bantú pudo digerir a la totalidad de los pueblos pigmeos y desintegrar sus lenguas, ésta se detuvo hasta los límites del África meridional,  a 800 kilómetros de ciudad del Cabo, respetando las áreas ocupadas por los joisán sureños, pues la agricultura bantú no es compatible con el ambiente africano meridional pues ahí el clima es más templado.
También los préstamos lingüísticos en ambas direcciones (de las lenguas bantúes, y hacia las lenguas bantúes) sugieren que los pueblos bantúes lograron mayores densidades de población gracias al cultivo de ñame y que sus proteínas animales procedían del pescado (ver apartado siguiente), ya que en la región central de África la presencia de la mosca tsé-tsé que mata al ganado dificulta la presencia de ganadería mayor.
En zonas alejadas de su núcleo de expansión se habrían encontrado con pueblos básicamente ganaderos (los nombres para designar conceptos ganaderos son préstamos tomados de otras lenguas), a los que se habrían impuesto gracias a las mayores densidades de población alcanzadas mediante la agricultura. Cuando se examinan las lenguas bantúes de la zona gran bantú se observa que no se trata de nada más que de una concatenación de dialectos en el que cada uno es inteligible con los circundantes. Eso lleva a pensar en una expansión progresiva para ganar terreno y no procesos migratorios que llevaban a grandes grupos a lugares lejanos de su zona de origen.

## Expansión en tiempos modernos

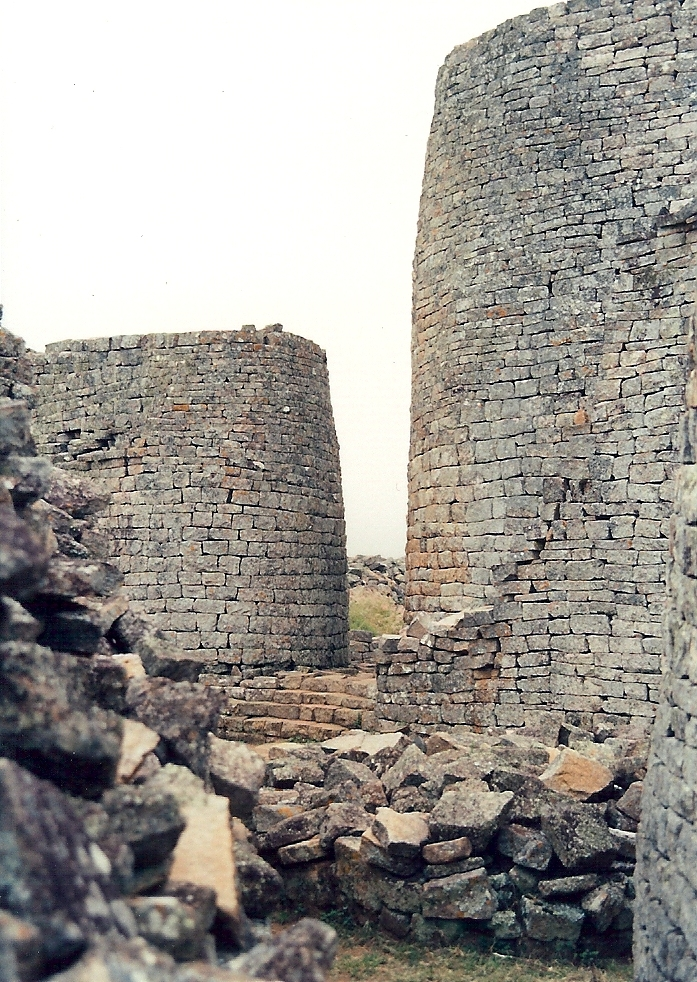
Torre erecta del Gran Zimbabue, construida con bloques de fábrica sin mortero, 1996.

La expansión en los primeros siglos de nuestra era, que no están bien documentados, se conoce poco. Sin embargo, durante la Edad Media europea algunos pueblos bantúes mantuvieron relaciones comerciales estables con los árabes gracias a lo cual se puede documentar su historia a partir del siglo XIII. Posteriormente los relatos y datos recogidos por los primeros exploradores europeos permiten ampliar las fuentes de información.

### Siglos XIII a XVI

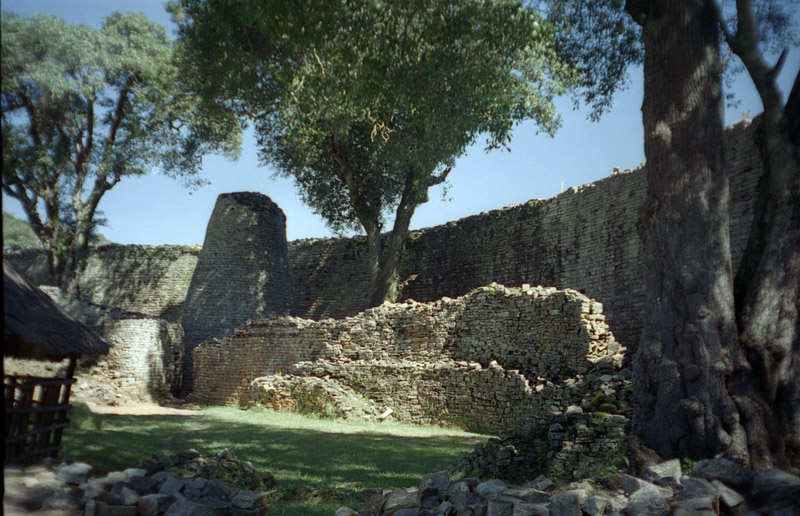
Ruinas de la torre cónica en Gran Zimbabue.

Entre los siglos XIII y XV, empezaron a emerger estados bantúes de una escala mucho mayor que las jefaturas anteriores. Esto se produjo en la región de los Grandes Lagos, en el límite sur de la sabana centroafricana, y sobre el río Zambeze donde los reyes del estado de Monomotapa construyeron el complejo del Gran Zimbabue.
La formación de estados de este tipo se incrementó desde el siglo XVI en adelante. El fenómeno se debe probablemente a que se alcanzaron densidades de población más altas, lo que condujo a divisiones del trabajo más especializadas, incluyendo posiblemente el surgimiento de una clase militar. Otros factores pudieron ser el incremento del comercio entre las comunidades africanas y los europeos, el afianzamiento del comercio de los suajilis con los árabes en la costa este de África, y diversos desarrollos técnicos en la actividad económica, así como cambios sociales en torno a la institución de la realeza.

### El imperio zulú (sigloXVIII-XIX)

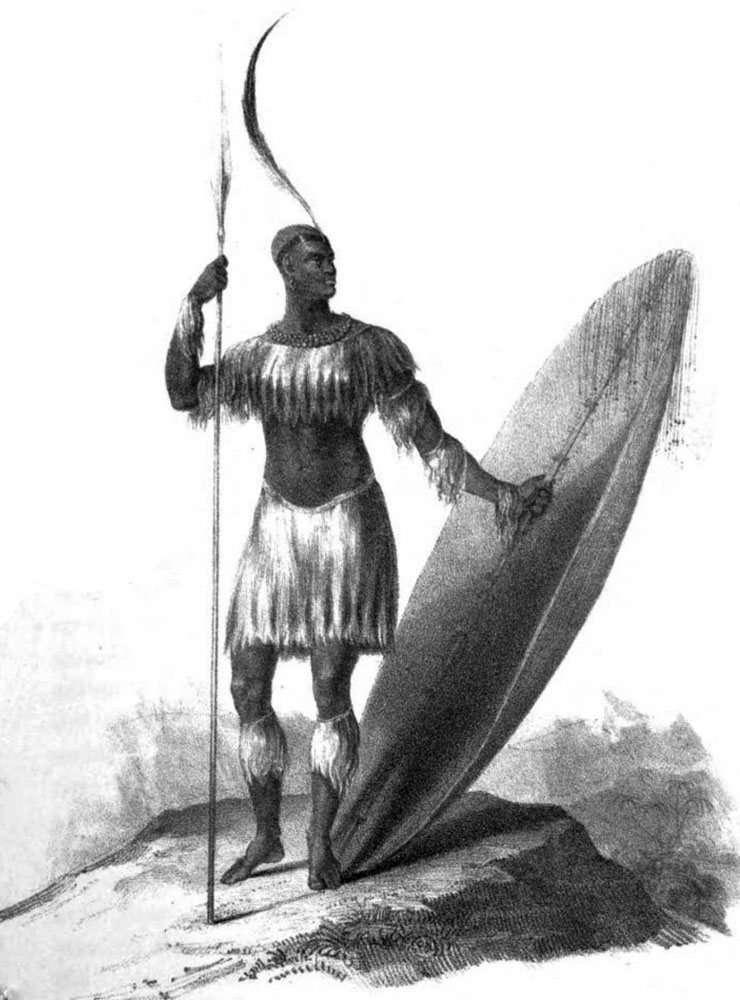
El rey Shaka

Hacia el siglo XVIII el Gran Zimbabue había dejado de ser la capital de un gran imperio comercial, y los pueblos bantúes habían completado su colonización del sur de África, solo al oeste y el norte de las de la región del Cabo. En ese momento existían dos grupos dominantes en la región dominada por los bantúes: los nguni (xhosa, zulú, swazi) que ocupaban la parte oriental de los llanos costeros y los sotho-tswana que habitaban el interior de la meseta.
Hacia el final del siglo XVIII y principios del siglo XIX, ocurrieron dos acontecimientos importantes:
- Los xhosa, la etnia más meridional, que había estado gradualmente colonizando el suroeste, hizo su primer intento de contactar con los bóeres holandeses que estaban colonizando progresivamente el noreste desde la colonia de Ciudad del Cabo.
- Más o menos al mismo tiempo, más al norte, docenas de pequeños grupos habitaban el actual KwaZulu. Entre estos grupos estaban los zulúes, que por aquel entonces no eran un grupo importante; sin embargo, en 1816 un hombre llamado Shaka tomó posesión del trono de los zulúes y en un año conquistó militarmente a los grupos vecinos y convirtió a los zulúes en el aliado más importante del grupo más poderoso, los Mtetwa. Estos últimos estaban en disputas terrotoriales con los Ndwandwe por el dominio de la parte norte del moderno KwaZulu-Natal.[27]

Shaka inició muchas reformas de tipo militar, social, cultural y político, creando un estado Zulú centralizado bien organizado. De estos cambios el que tuvo mayor impacto fue la transformación del ejército, gracias a tácticas innovadoras y nuevas armas desarrolladas por Shaka y sus asesores. Entre otras reformas reforzó el papel de la religión de estado, limitando en papel de los hechiceros independientes; y finalmente integró a los grupos vencidos dentro del grupo Zulú, sobre la base de una completa igualdad, siendo las promociones en el ejército y el servicio civil cuestión de mérito personal más que derechos de nacimiento.

Reino zulú hacia 1890.

Tras la muerte de Dingiswayo, rey de los Mtetwa, asesinado hacia 1818 por Zwide, rey de los Ndwandwe, Shaka asumió el liderazgo de la alianza de los Mtetwa. Bajo su mando esta alianza sobrevivió al primer asalto de Zwide en la Batalla del monte Gqokli. En dos años Shaka venció completamente a Zwide, siendo la última batalla la del río Mhlatuze y rompió la alianza con los Ndwandwe. Algunas de estas tribus empezaron una campaña contra otros grupos Nguni, dando lugar a una gran migración de pueblos que huían de los Ndwandwe, conocida como Defecane o Mfecane. Hacia 1825 Shaka había conquistado un enorme imperio que cubría una amplia área desde el mar en el este hasta las montañas Drakensberg en el oeste, y desde el río Pongola al norte, hasta el río Mbashe al sur, no lejos de la moderna ciudad de East London. Una rama de los zulúes, los Kumalos, más conocidos en la historia como Matabele, crearon bajo el rey Mzilikazi un imperio aún más grande, que incluía partes del moderno Zimbabue.
Shaka, que había tenido contactos con los exploradores ingleses comprendió que los europeos suponían una amenaza para las poblaciones locales, y planeó empezar un intenso programa educativo con el objetivo de que los Nguni se modernizaran tanto como fuera posible. Sin embargo, en 1828 Shaka fue asesinado por su medio hermano Dingane, que lo sucedió. Digane fue un líder débil que fue vencido por los bóeres, aunque bajo su sucesor Mpande (otro medio hermano de Shaka) y su hijo Cetshwayo, los zulúes fueron capaces de rechazar los intentos de los bóer de conquistarlos. Como rey de los zulúes, Cetshwayo infligió al ejército británico la peor derrota que ha sufrido a manos de una fuerza tecnológicamente menos avanzada en la batalla de Isandhlwana en 1879, con un gran costo para sus impis (comparables, salvando la diferencia, a un regimiento). Posteriormente los zulúes fueron barridos por la moderna tecnología militar europea.

## Tecnología a partir de la evidencia lingüística
Ciertos aspectos de la tecnología, el modo de vida y el modo de producción pueden ser deducidos a partir de la evidencia lingüística explícita y las reconstrucciones de términos. De acuerdo con la lingüística histórica, cuando se puede reconstruir un término común a todo un conjunto de lenguas, este término estaría en el ancestro común a esas lenguas o proto-lengua común, antes de la diversificación en grupos debido a la expansión la familia. Por otro lado si sólo puede reconstruirse el término para uno o varios subgrupos o lenguas, debe asumirse que el término fue una innovación técnica acaecida en el grupo que presenta el término, después de la expansión pero antes de la diferenciación interna de las lenguas del grupo. Siguiendo esta lógica puede reconstruirse el estadio tecnológico en diversas fases.

### Proto-bantú (antes de la expansión)
Entre los términos reconstruibles del proto-bantú se tienen los siguientes:
*-kùá 'ñame, yam'
*-cí 'pescado'
*-dìbà 'pozo, río'
*-dób 'pescar con caña', *-dòbó 'caña de pescar'
*-búà 'perro'
Y términos no culturales como *-jí 'agua', *-vula 'lluvia'. En los anteriores términos reconstruidos los acentos denotan los tonos: ( ´ ) alto y ( ` ) bajo. El asterisco ( * ) se refiere a que son formas reconstruidas a partir de las lenguas modernas, y el guion ( - ) que la forma requiere un prefijo de clase nominal.
A partir de ese vocabulario se concluye que el cultivo principal debía ser el ñame. La pesca debía tener mucha importancia como fuente de proteínas, ya que la ganadería era imposible por la presencia de la mosca tsé-tsé. Entre los animales domesticados también estaría el perro ya que todas las lenguas comparten el mismo término para 'perro'. Además el hábitat originario debió ser bastante húmedo a juzgar por la abundancia del léxico en ese aspecto.

### Gran-bantú
Esto incluye las lenguas surgidas tras la primera fase de la expansión, que llevó a los hablantes bantúes fuera de la zona de mosca tsé-tsé. La presencia de este insecto dificulta la práctica de la ganadería vacuna, y es interesante notar que en esta fase, cuando el bantú sale fuera del dominio de la mosca tsé-tsé, ya aparecen algunas innovaciones culturales, como la ganadería y la agricultura, pues se han reconstruido términos  para designar a esas actividades:
*-bèdé 'mijo'
*-gòmbè 'ganado'
*-búdi 'cabra'.
La presencia del mijo es notoria porque dentro de la zona de origen no se encuentra ese cereal; eso permite situar geográficamente las nuevas zonas de expansión. Es decir, al extenderse a otras zonas se produjo la adopción y domesticación del mijo, además se generalizó por primera vez la agricultura entre estos pueblos, como muestra el hecho de que los términos agrícolas puedan relacionarse con los de otras lenguas africanas no-bantúes (ver más adelante). Esto pone en claro que dicha innovación debió darse por un préstamo cultural procedente de pueblos no-bantúes.

### Azadas y tecnología del hierro
En zonas más reducidas del área gran-bantú, se encuentra bastante evidencia de que la expansión estuvo fuertemente condicionada por la aparición de herramientas de hierro. La evidencia lingüístia muestra que en las dos áreas principales son reconstruibles los términos:
Área 1
*-bàgò 'azada'
*-báká 'cuchillo'
*-cimbí 'hierro'
Área 2:
*-gèdà 'hierro'
*-gembè 'azada'
La diferencia de términos entre las dos principales áreas bantúes sugiere que la azada debió desarrollarse en al menos dos sitios independientemente, y también la técnica definitiva para fabricar armas y utensilios de hierro.

## Los pueblos pre-bantúes

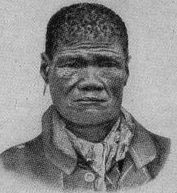
Hotentote, miembro de una etnia no-bantú del sur de África.

La evidencia genética muestra cierta uniformidad genética en África, aunque esta uniformidad fue interrumpida por movimientos de población procedentes de la expansión bantú y de otros pueblos. Cuando se examinan los préstamos de términos ganaderos entre las diversas familias lingüísticas africanas se encuentra algo curioso: los términos ganaderos de las lenguas bantúes meridionales fueron tomados en préstamo de las lenguas khoisán (khoikhoi = 'hottentotes', san = bosquimanos). Algunos ejemplos son: el término -pedi 'cabrito' que en la lengua bantú llamada kwanyama muestra ser un préstamo del Nama (lengua khoisán) paira- y el término del herero (ondu)ombe parece un préstamo del Kwadi goe- 'vaca' < *gombe.
Esto delata claramente que los khoisan ocupaban en el pasado remoto la zona ocupada actualmente por pueblos bantúes. Las lenguas khoisán están actualmente confinadas a Namibia, S. de Angola, Botsuana y Sudáfrica, es decir, el extremo SW. de África. Sin embargo, en Tanzania todavía se encuentran dos lenguas aisladas no-bantúes: el Hadza y el Sandawe. Varios lingüistas (entre ellos Greenberg y Ruhlen) han relacionado estas lenguas con las lenguas khoisan, ya que también presentan sonidos "clic", sonidos que están ausentes del resto de lenguas del mundo fuera del SW de África. Esto es una evidencia más de la presencia de los khoisán mucho más al norte y al este de su ubicación actual, siendo los hadza y los sandawe "islas" de pueblos pre-bantúes supervivientes a la expansión bantú.
Otro hecho notable es que muchos de los términos khoisán a su vez parecen préstamos de las lenguas sudánicas que hablan al N. del núcleo de expansión bantú, lo cual permite conjeturar que parte del domino bantú actual también estuvo poblado por pueblos sudánicos (que anteriormente se habrían extendido más al S. de lo que ahora viven). Estos sudánicos habrían mantenido contactos con los khoisan como muestran los siguientes préstamos:
Kwadi guu- 'cordero' < proto Sudánico Central *gCu
!kora semi- 'mijo' < proto Sudánico Central *sa 'harina'
Nama paira 'cabrito' = bagirmi bal
Nama oro- 'oveja' = moru-madi *aro-
Con lo cual es posible que la domesticación del mijo y ciertos animales la realizaran pueblos sudánicos que a su vez fueron adoptados por los khoisán y los bantúes a su vez los tomaran de estos. Otra posibilidad es que los bantúes los tomaron directamente algunos términos de pueblos sudánicos. En cualquier caso quedan claramente documentados los contactos entre los tres grupos lingüísticos.